# John Buckley (chính khách Virginia)
John Smallpage Buckley (sinh ngày 3 tháng 8 năm 1953) là một luật sư người Mỹ và là cựu thành viên đảng Cộng hòa của Hạ viện Virginia. Ở tuổi 26, ông là thành viên trẻ nhất của cơ thể đó, khi ông giành chiến thắng trong cuộc bầu cử năm 1979. Ông là cựu chánh văn phòng của Tòa án Liên bang Hoa Kỳ.

## Chính trị Tây Virginia
Năm 2014, Buckley chạy đua ở vùng lân cận Tây Virginia với tư cách là ứng cử viên Libertian cho Thượng viện Hoa Kỳ, ông đứng thứ ba với 7,409 phiếu bầu. Năm 2016, Buckley là ứng cử viên Libertian cho Bộ trưởng Ngoại giao Tây Virginia. Buckley được xác nhận bởi Charleston Gazette-Mail, tờ báo lớn nhất của West Virginia.

## Đời tư
Buckley là người đồng tính và sống với một người bạn đồng giới. Ông là anh em họ của William F. Buckley.